# Bohunice (Ilava)
Bohunice é um município da Eslováquia, situado no distrito de Ilava, na região de Trenčín. Tem 7,04 km² de área e sua população em 2018 foi estimada em 795 habitantes.

## Demografia
| Ano:        | 1994 | 2004 | 2014   | 2024   |
| ----------- | ---- | ---- | ------ | ------ |
| Broj ljudi: | 0    | 753  | 759    | 785    |
| Razlika:    |      | –    | +0,79% | +3,42% |

| Ano:               | 2023 | 2024   |
| ------------------ | ---- | ------ |
| Número de pessoas: | 792  | 785    |
| Diferença:         |      | -0,88% |